# Dimitrie Lecca
Dimitrie Lecca (n. 2 decembrie 1832, Tecuci – d. 4 iulie 1888, satul Radomirești, județul Bacău) a fost un politician, ministru și general român.
A fost unul dintre complotiștii principali care l-au detronat pe domnitorul Alexandru Ioan Cuza în noaptea de 10/22–11/23 februarie 1866. Comandant al corpului de pază al Palatului Domnesc, Lecca a fost cel care a permis accesul conspiratorilor, dând semnalul loviturii de stat. Potrivit jurnalistului Mihai Eminescu, ascensiunea lui Lecca după acest eveniment a reprezentat o infamie, întrucât acesta a încălcat jurământul militar, trădându-l pe Cuza. Într-un editorial publicat în Timpul din martie 1881, Eminescu nota: „Gura care ar fi putut să-l ierte e închisă pentru totdeauna; mâna care i s-ar fi putut întinde cu prietenie și milă, ca odinioară, se preface în țărână. Să se țină minte bine că Vodă Cuza a iertat prin viu grai și în scris tuturor... absolut tuturor, numai colonelului Lecca și altor câtorva nu; nu pentru el personal, ci pentru pata pe care acesta a pus-o pentru vecii vecilor pe steagul țării. E unicul caz în istoria românilor (...) Ei bine, fostul colonel de vânători își închipuiește însă că există, nu în România, dar în universul întreg, de la Polul nord până la cel de sud și în curmezișul celor două emisfere, un singur om care să-i datorească răspundere sau să-i mai ceară răspundere? Morților de soiul acesta nu li se datorește, nu li se cere răspundere. Ei sunt afară de cerul omenirii, precum a fost Cain, a cărui faptă e o copilărie pe lângă cea din noaptea de 11 fevruarie. Dacă acest d. ar fi avut curajul pe care, pretinde a-l avea azi, când orice ființă viețuitoare îl dispensează de răspundere, ar fi sfârșit de-a doua zi după 11 fevruarie cu sine însuși, pentru a șterge pata de pe niște bieți soldați nevinovați și amăgiți, care fuseseră scoși din cazarmă sub pretextul că «doamna născuse un copil» ”
Același Eminescu mai nota în februarie 1882, tot în Timpul, cu privire la acest episod: „Vor trece veacuri și nu va exista român căruia să nu-i crape obrazul de rușine de câte ori va răsfoi istoria neamului său la pagina lui 11 fevruarie și stigmatizarea acelei negre felonii va răsări pururea în memoria generațiilor, precum în orice an răsare iarba lângă mormântul vândutului Domn”. Într-o conferință susținută la 1909, istoricul Nicolae Iorga a vorbit și el despre „murdara conspirație de palat” din februarie 1866 în care a fost implicat ca fruntaș Dimitrie Lecca.